# Adiantum decoratum
Adiantum decoratum är en kantbräkenväxtart som beskrevs av William Ralph Maxon och Weatherby. Adiantum decoratum ingår i släktet Adiantum och familjen Pteridaceae. Inga underarter finns listade.